# Antanartia schaeneia
Antanartia schaeneia  (лат.) — вид дневных бабочек рода Antanartia подсемейства Nymphalinae семейства Nymphalidae.

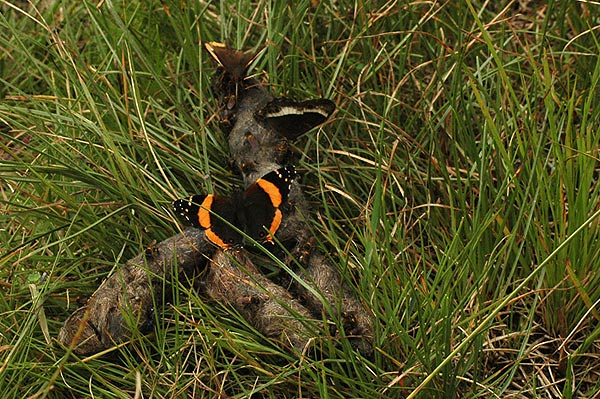
Antanartia schaeneia

Данный вид бабочек обитает в Восточной Африке.
Гусеницы питаются Fleurya capensis, Boehmeria nivea, Australina, Boehmeria, Pouzolzia, и Urtica.

## Подвиды
Выделяют три подвида:
- Antanartia schaeneia schaeneia
- Antanartia schaeneia dubia (Танзания, Кения, Уганда)
- Antanartia schaeneia diluta (Эфиопия)